# Селибка (Ельнинский район)
Селибка   — деревня  в  Смоленской области России,  в Ельнинском районе. Население – 2 жителя (2007 год). Расположена в юго-восточной части области  в 19  км к северо-востоку от города Ельня, в 16 км восточнее автодороги Р137 Сафоново — Рославль на берегу реки Белица. Входит в состав Бобровичского сельского поселения.

## История
Название произошло от слова селитьба – водворение или заселение..